# جائزة إميليا رومانيا الكبرى
سباق جائزة إيميليا رومانيا الكبرى (بالإيطالية: Gran Premio dell'Emilia Romagna)‏ هو حدث لسباق سيارات لفئة الفورمولا واحد، على مضمار حلبة إنزو دينو فيراري في إميليا رومانيا، وغالبًا ما يتم اختصاره إلى «إيمولا» نسبة إلى المدينة المقام عليها السباق. استضافت حلبة إيمولا سابقًا سباق الجائزة الكبرى الإيطالي في عام 1980، وسباق جائزة سان مارينو الكبرى من عام 1981 إلى عام 2006.

## نبذة تاريخية
أدى تأثير جائحة فيروس كورونا إلى تعطيل سلسلة من السباقات المخطط لها في ذلك العام، وإلغاء عدد منها. ونتج عن ذلك تعديل شامل لجدول السباقات في ذلك العام وكان منها إضافة العديد من سباقات الجوائز الكبرى السابقة أو الجديدة من أجل تعويض السباقات الملغاة، منها استحداث جائزة إيميليا رومانيا الكبرى كسباق جديد يقام لموسم 2020 فقط.
على الرغم من أنه كان من المقرر إقامته كحدث لمرة واحدة في عام 2020 عاد السباق في موسم 2021، نظرًا للطبيعة المستمرة من جائحة فيروس كورونا في عام 2021 في 18 أبريل، ليحل محل سباق الجائزة الكبرى الصيني المؤجل باعتباره الجولة الثانية من موسم 2021. ومن المقرر في موسم 2022 إقامة جائزة إيميليا رومانيا الكبرى للسنة الثالثة على التوالي كجزء من بطولة العالم للفورمولا 1 لعام 2022.